# Primera guerra siria
La primera guerra siria fue un conflicto militar librado entre el año 276 a. C.  y el 271 a. C..
Después de la muerte de Antígono I Monóftalmos, Ptolomeo gobernante de Egipto, había obtenido numerosos territorios de las posesiones al este en Anatolia. Ptolomeo desencadenó el conflicto en 278 a. C., adjudicando terrenos de Antíoco a Mileto, ciudad que estaba en posesión del lágida. Antíoco no respondió inmediatamente a la provocación, porque se hallaba implicado en varios conflictos:una rebelión de la Liga del Norte, una revuelta en Siria, y una invasión de los gálatas. Ptolomeo aprovechó la situación invadiendo Siria en 276 a. C. Antíoco, que estaba en Sardes, cruzó el Tauro y expulsó al invasor, con ayuda de Ariobarzanes del Ponto. Al año siguiente, venció a los gálatas en la batalla de los elefantes, quedando con las manos libres para enfrentarse con el lágida. 
La primera campaña de Ptolomeo II se saldó con un fracaso militar, pero lo contrarrestó con un triunfo diplomático, instalando en Mileto a su homónimo Ptolomeo, hijo de Lisímaco y Arsínoe II, lo que le atrajo el apoyo de las ciudades jónicas. Antíoco reaccionó fomentando una insurrección en Cirene de Magás, hermanastro de Ptolomeo II, que se había casado con la princesa Apama, hermana del seléucida. Sin embargo, no pudo lograr su propósito, a causa de una rebelión de una tribu indígena de la Cirenaica.
En 271 a. C., Ptolomeo ocupó la Fenicia, Celesiria y extendió sus dominios a Caria, y partes de Cilicia y Licia, logrando una paz muy ventajosa, y consolidando su posición como indiscutible potencia naval del Mediterráneo